# Adonisea alensa
Adonisea alensa är en fjärilsart som beskrevs av Smith 1906. Adonisea alensa ingår i släktet Adonisea och familjen nattflyn. Inga underarter finns listade i Catalogue of Life.